# Hemigaleus australiensis
Hemigaleus australiensis é uma espécie incomum de tubarão da ordem Carcharhiniformes e da família Hemigaleidae [en]. Habita águas rasas do norte da Austrália até uma profundidade de 170 metros; tubarões menores frequentam áreas arenosas e habitats de ervas marinhas, migrando para recifes de coral à medida que envelhecem. Espécie esguia e de coloração opaca, atinge um comprimento de 1,1 metro e possui barbatanas em forma de foice com pontas escuras na segunda barbatana dorsal e no lobo superior da barbatana caudal. Seus dentes superiores são largos, com serrilhas fortes apenas na borda posterior. A linha lateral em cada lado é proeminente e apresenta uma curvatura descendente abaixo da segunda barbatana dorsal.
Alimentando-se quase exclusivamente de polvos e outros cefalópodes, Hemigaleus australiensis caça principalmente próximo ao fundo do mar. É vivíparo, com os embriões em desenvolvimento nutridos por uma conexão placentária e nascidos após um período de gestação de seis meses. Esta espécie é produtiva para um tubarão, com fêmeas dando à luz ninhadas de 1 a 19 filhotes, geralmente duas vezes por ano. O tubarão Hemigaleus australiensis é capturado por arrastões e, em menor grau, por redes de emalhar e palangres, mas não em quantidades que ameacem sua população. Assim, foi classificado como pouco preocupante pela União Internacional para a Conservação da Natureza (IUCN).

## Taxonomia
Originalmente considerado conspecífico com a espécie Hemigaleus microstoma [en], o tubarão Hemigaleus australiensis foi identificado como uma possível espécie distinta por John Stevens e Glen Cuthbert em 1983. Sua descrição científica foi publicada por William Toby White [en], Peter R. Last [en] e Leonard Compagno [en] em 2005, na revista científica Zootaxa. Eles atribuíram o epíteto específico australiensis com base em sua distribuição geográfica e designaram como espécime-tipo um macho adulto de 92 cm capturado a 41 metros de profundidade em Geraldton, Austrália Ocidental.

## Descrição
Com até 1,1 metro de comprimento, Hemigaleus australiensis possui um corpo esguio em forma de fuso e uma cabeça moderadamente longa com um focinho grosso e arredondado. Os olhos ovais e grandes têm membrana nictitante e bordas posteriores entalhadas. Pequenos espiráculos estão localizados atrás e acima dos olhos. As narinas amplas são precedidas por abas de pele triangulares relativamente longas. A boca curta e curvada apresenta sulcos proeminentes nos cantos. Há 28–30 fileiras de dentes superiores e 46–52 inferiores, não visíveis quando a boca está fechada; os dentes superiores são largos e angulados, com serrilhas grandes apenas na borda posterior, enquanto os dentes inferiores são finos, retos e de bordas lisas. Há cinco pares de fendas branquiais relativamente curtas.
Todas as barbatanas, especialmente as barbatanas peitorais estreitas, são falciformes (em forma de foice) em algum grau. A primeira barbatana dorsal de tamanho médio origina-se logo atrás das extremidades posteriores das barbatanas peitorais. A segunda barbatana dorsal tem cerca de dois terços da altura da primeira, e não há crista mediana entre elas. As barbatanas pélvicas são largas e ligeiramente maiores que a barbatana anal. A barbatana anal possui uma forte incisura na margem posterior e está posicionada ligeiramente atrás da segunda barbatana dorsal. O pedúnculo caudal apresenta uma incisura em forma de crescente na origem superior da barbatana caudal. A barbatana caudal assimétrica tem um lobo inferior bem desenvolvido e um lobo superior longo e estreito com uma incisura ventral próxima à ponta. A linha lateral proeminente curva-se para baixo abaixo da segunda barbatana dorsal. A pele é densamente coberta por pequenos dentículos dérmicos sobrepostos, cada um com cinco cristas horizontais que levam a dentes marginais. A coloração é cinza-claro a bronze na parte superior, escurecendo nas pontas da segunda barbatana dorsal e do lobo superior da barbatana caudal (embora isso possa ser menos evidente em tubarões maiores), e pálida na parte inferior. A face ventral é esbranquiçada, e a primeira barbatana dorsal tem uma margem posterior clara.

## Distribuição e habitat
Hemigaleus australiensis habita plataformas continentais e insulares no norte da Austrália, de Geraldton, na Austrália Ocidental, até Brunswick Heads, em Nova Gales do Sul. Registros de Papua-Nova Guiné ainda não foram confirmados. A espécie parece ser naturalmente rara. Tende a nadar próximo ao fundo do mar e pode ser encontrada desde águas costeiras até 170 metros de profundidade. Filhotes e adultos menores geralmente ocorrem em áreas arenosas com cobertura de ervas marinhas, enquanto adultos maiores são mais comuns em torno de recifes de coral.

## Biologia e ecologia

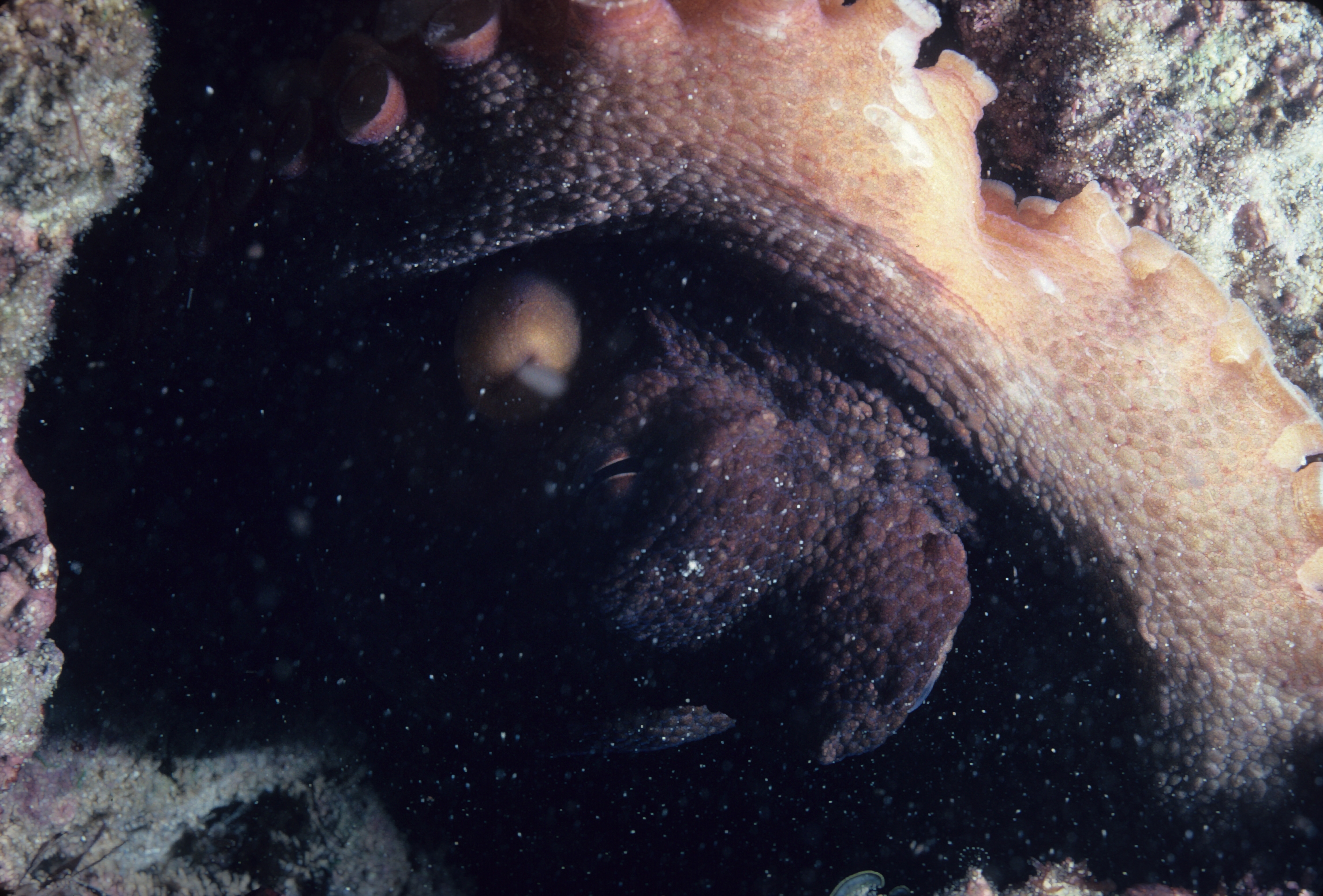
O Hemigaleus australiensis é um predador especializado em polvos.

Hemigaleus australiensis alimenta-se predominantemente de polvos, como espécies do gênero Callistoctopus [en], engolindo-os inteiros ou removendo os braços primeiro. Polvos tornam-se cada vez mais importantes em sua dieta com a idade, de modo que tubarões com mais de 90 cm de comprimento comem quase exclusivamente esses cefalópodes; essa especialização alimentar crescente é acompanhada por uma mudança de habitat para recifes de coral, o que pode reduzir a competição entre indivíduos mais velhos e mais jovens. Lulas da ordem Sepiolida são uma fonte alimentar secundária menor, especialmente para tubarões menores. Além disso, outros cefalópodes, crustáceos da infraordem Thalassinidea, caranguejos e equinodermos são consumidos raramente. Esta espécie provavelmente caça principalmente ao amanhecer e ao entardecer; geralmente busca presas bentônicas, mas também pode subir na coluna de água se houver oportunidade, como durante agregações sazonais da lula Uroteuthis etheridgei. Parasitas conhecidos de Hemigaleus australiensis incluem as tênias Nybelinia mehlhorni, Paraorygmatobothrium kirstenae, e P. taylori, e os copépodes Perissopus dentatus e Pseudopandarus australis.
Como outros membros de sua família, o tubarão Hemigaleus australiensis é vivíparo, com os embriões em desenvolvimento sustentados por uma conexão placentária com a mãe. Fêmeas maduras possuem um único ovário e dois úteros funcionais. O período de gestação dura seis meses, e geralmente são produzidas duas ninhadas anualmente, uma por volta de fevereiro e outra por volta de setembro. O tamanho da ninhada varia de 1 a 19 filhotes (média de 8). Os embriões perdem suas brânquias externas com 13 cm de comprimento, desenvolvem coloração com 23 cm e nascem com cerca de 30 cm. Machos e fêmeas atingem a maturidade sexual com aproximadamente 60 cm e 65 cm de comprimento, respectivamente.

## Interações com humanos
Inofensivo para humanos, o tubarão Hemigaleus australiensis é frequentemente capturado por arrastões de camarão e peixes no norte da Austrália. Números menores também são capturados em redes de emalhar e em palangres. Como esta espécie tem uma taxa reprodutiva relativamente alta e as perdas para pesca não são graves o suficiente para afetar sua população, foi classificada como pouco preocupante pela União Internacional para a Conservação da Natureza (IUCN).